# José Parente Prado
José Parente Prado (Sobral, 11 de julho de 1932 — Sobral, 26 de maio de 1999), também conhecido como Zé Prado, foi um político brasileiro, que foi duas vezes prefeito de Sobral e deputado estadual por três legislaturas.

## Biografia
Nascido em 11 de julho de 1932, Zé Prado foi eleito deputado estadual em 1970, pela ARENA.
Em 1972, foi eleito prefeito de Sobral. Na ocasião, foi eleito com 13.259 votos pela Arena-2, contra Carlos Alberto Arruda, que obteve 11.331 votos pela Arena-1.
Em 1977, escolhe como seu sucessor José Euclides Ferreira Gomes Júnior. Em 1986, foi novamente eleito deputado estadual.
Em 1988, foi novamente eleito para a Prefeitura de Sobral.
Em 1994, foi candidato a suplente de senador na chapa encabeçada por Mauro Benevides, obtendo o 3º lugar.
Em 1996, disputou sua última eleição, como vice na chapa encabeçada por seu filho Marco Prado.
José Prado faleceu em 26 de maio de 1999, vítima de infarto, em Sobral.

## Vida pessoal
Foi casado com Maria do Socorro Barroso Prado, com quem teve três filhos: Ricardo Prado, Marco Prado e José Inácio.

## Desempenho eleitoral
Embora tenha sido um dos maiores líderes políticos sobralenses da segunda metade do século XX, Zé Prado amargou algumas derrotas. 
| Ano  | Eleição             | Cargo                                         | Partido | Votos   | Votos       | Votos   |
| Ano  | Eleição             | Cargo                                         | Partido | Total   | Porcentagem | Posição |
| ---- | ------------------- | --------------------------------------------- | ------- | ------- | ----------- | ------- |
| 1970 | Estaduais no Ceará  | Deputado estadual                             | ARENA   | 11.300  | ~           | eleito  |
| 1972 | Municipal de Sobral | Prefeito                                      | ARENA-2 | 13.529  | 54,42%      | eleito  |
| 1978 | Estaduais no Ceará  | Deputado estadual                             | ARENA   | 19.697  | ~           | eleito  |
| 1982 | Municipal de Sobral | Prefeito                                      | PDS-2   | 16.361  | 37,67%      | 2º      |
| 1986 | Estaduais no Ceará  | Deputado estadual                             | PFL     | 22.113  | ~           | eleito  |
| 1988 | Municipal de Sobral | Prefeito                                      | PFL     | 24.205  | 51,31%      | eleito  |
| 1994 | Estaduais no Ceará  | Suplente de senador (Titular: Mauro Benevides | PFL     | 460.201 | 11,70%      | 3º      |
| 1996 | Municipal de Sobral | Vice-prefeito (Titular: Marco Prado)          | PFL     | 6.756   | 10,39%      | 3º      |